# ماريون كوتيار
ماريون كوتيار (بالفرنسية: Marion Cotillard) هي ممثلة فرنسية من مواليد 30 سبتمبر، 1975، وصلت للشهرة على المستوى العالمي بفضل مشاركاتها مع مخرجين أمثال تيم بيرتون وريدلي سكوت وكريستوفر نولان ووودي آلن. في عام 2007، قامت بدور المغنية إديث بياف في فيلم الحياة الوردية واستحقت عليه -من بين جوائز أخرى- جائزة الأوسكار لأفضل ممثلة (وهي المرة الأولى على الإطلاق لأداء باللغة الفرنسية)، وجائزة بافتا لأفضل ممثلة بدور البطولة، وجائزة سيزر لأفضل ممثلة، وجائزة جولدن جلوب لأفضل ممثلة في فيلم كوميدي أو موسيقي.
وهي عارضة لحقائب مس ديور منذ عام 2008 وقد ظهرت في أكثر من 200 غلاف مجلة بجميع أنحاء العالم. من بينهم مجلة فوغ وإل وماري كلير وفاريتي وهاربر بازار وفانيتي فير ومدام فيغارو وجلامور وجراتسيا وباري ماتش ومجلة W وهوليوود ريبورتر ومجلة وول ستريت جورنال، ولقد كانت أيضا على غلاف العدد الأول من مجلة ديور في سبتمبر عام 2012.
من بين الممثلات الفرنسيات الأكثر نجاحا، أصبحت فارسة وسام الفنون والآداب في 15 من مارس عام 2010.

## السيرة الذاتية

### الأسرة والشباب والحياة الخاصة

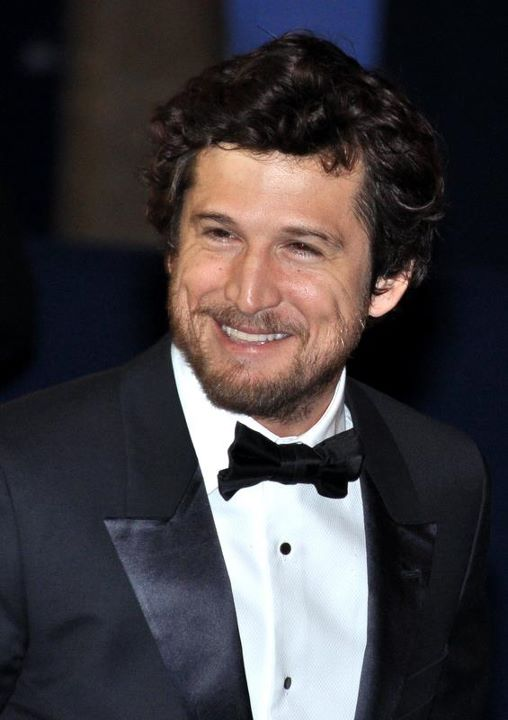
غيوم كانيه رفيق الممثلة

ولدت ماريون كوتيار في باريس ونشأت بين بلدية ألفورتفيل وريف إقليم لواريت (بالقرب من أورليان التي تبعد 130 كيلومتر تقريبا عن العاصمة)، داخل بيئة «حية وخلاقة».
الأب جون كلود وهو ممثل صامت سابق وممثل ومخرج مسرحي، الأم مونيك نسيما تيود وهي أيضا ممثلة ومعلمة تمثيل. ويشكل الشقيقان الأصغران التوأمان أيضا جزءا من أسرة ماريون (في 6 نوفمبر 1977)، غيوم وهو سينارست ومخرج، وكوينتين وهو نحات.
انجذبت ماريون إلى عمل والديها وبدأت التمثيل أثناء طفولتها في مسرحيات والدها الكوميدية وفي عروض أصدقاء العائلة. بعد التحاقها بالمدرسة الثانوية فولتير، في عمر 16 عام كانت أكثر الفتيات قبولا من قبل معهد الفنون المسرحية في أورليان حيث يدرَس والديها، وهناك درست ثلاث سنوات متتابعة إلى أن حصلت على منحة دراسية عام 1994، ولقد ذكرت معلمتها للتمثيل نيكول ميروز أنها «موهوبة للغاية ولطيفة جدا وطموحة». كان جين كيلي وتشارلي تشابلن والأخوة ماركس من بين الشخصيات السينمائية الأمريكية المفضلة لدى كوتيار في هذه الفترة.
في الخامس والسادس من مايو عام 2005 عادت إلى مدينة نشأتها بدعوة من جون مارك كوكيرو للغناء والتمثيل في العرض المسرحي جان دارك على المحك من إخراج آرثر هونيجر.
خلال النصف الثاني من التسعينات، ارتبطت عاطفيا بالممثل جوليان رسام الذي وقع انتحاره عام 2002 بالتزامن مع تصوير فيلم تاكسي3 ، مما دفع كوتيار إلى الابتعاد عن التشكيلة السينمائية لتجد الهدوء في الهند. وارتبطت فيما بعد بالممثل ستيفان غيران-تيلي.
كانت كوتيار تعرف غيوم كانيه منذ عام 1997 ولكن فقط في عام 2003 أتيحت لها الفرصة للعمل معه في فيلم أحبني إذا كنت تجرؤ، وفي تلك الفترة كان كانيه متزوجا بالممثلة الألمانية ديان كروغر وانفصلا في عام 2006، وبعدها بعام بدأت العلاقة بين كانيه وكوتيار. وفي 19 من مايو عام 2011، أنجبت الممثلة ابنهما مارسيل وهو الاسم الذي اختاراه تيمنا برفيق إديث بياف الذي توفى قبل أوانه، وهو الملاكم مارسيل سيردان، وعلاوة على ذلك فإن فترة الحمل منعت كوتيار من حضور العرض الخاص لفيلم منتصف الليل في باريس في مهرجان كان السينمائي لعام 2011. على الرغم من المنفعة الدنيوية لوسائل الإعلام، تعيش العائلة في باريس وتدير حياة بسيطة نوعا ما وخاصة. من النتائج المنشورة في أغسطس عام 2012 لاستطلاع أجراه هاريس لصالح مجلة غالا، نتج أن الزوجين كانيه وكوتيار بالمركز الثالث من بين أكثر الشخصيات شهرة في فرنسا.

### الموضة
الموضة
منذ عام 2008، عملت كوتيار كعارضة ل كريستيان ديور SA، وقام المصورون الفوتوغرافيون بتصويرها أمثال آني ليبوفيتز وستيفن كلاين وبيتر ليندبيرغ. كما قام بارتدائها رؤساء دار الأزياء في أهم الأحداث السينمائية، بالإضافة إلى أن تعزيز العلامة التجارية جعلها تؤدي دور البطولة في خمسة أفلام قصيرة مختلفة اُنتِجَت بين عامي 2009 و2011: فيلم The Lady Noir Affair (من إخراج أوليفييه دهان) وفيلم Lady Rouge(من إخراج جوناس آكرلوند) وفيلم Lady Blue Shanghai (من إخراج ديفيد لينش) وفيلم Lady Grey Londonو L.A.dy Dior(وكلاهما من إخراج جون كاميرون ميتشل). يُقدًر متوسط ربح الممثلة لكل إعلان تجاري بحوالي مليون ونصف دولار.

### الموسيقى
تستمع بشكل أساسي إلى جانيس جوبلين وأوتيس ريدينغ وراديوهيد بجانب الموسيقى الكلاسيكية. وفي عام 2008 شاركت مع المغني الكندي وكاتب الأغاني هوكسلي ركمان في حملة إعلانية خيرية لصالح كارتييه، مسجلة المقطع الموسيقي The Strong Ones الذي لم يُنشَر بعد، بعد مشاركتها بالفعل في كتابة بعض أغاني ألبوم Between the Beautifuls ، وفي عام 2004 شاركت في مقطع فيديو No Reason to Cry Out Your Eyes (بفيلم على الطريق السريع الليلة). ساهمت في غناء مجموعة فرانز فرديناند في مقطوعة The Eyes of Mars وأدتها في الفيلم القصير/الإعلان التجاري ل.Dior Lady Rouge وبالصدفة غنت وعزفت على البيس ولوحة المفاتيح والطبول في العروض المباشرة ل يوديليتشي، وهو مغني فرنسي صديق الممثلة منذ سنوات، وقد كان ذلك في 22 من مارس عام 2001 على مسرح أولمبيا في باريس عندما ظهرت على المسرح تحت اسم مستعار وهو سيمون (اسم تنصير الجدة التي كانت تحلم بالحياة العملية للمغنية) مع قبعة تخفي الوجه.

### العمل البيئي
الاهتمام بالبيئة نشأ لديها عندما انتقلت مع العائلة من بلدية ألفورتفبل إلى ضواحي باريس حيث الجزء الأكبر من المواطنين «ليس لديهم أي وعي حول كيفية الاستهلاك». تعمل لحساب منظمة السلام الأخضر للمشكلات البيئية، وخاصة في إعادة تدوير النفايات، وفي وجود المواد الكيميائية الضارة في المنتجات الأكثر انتشارا كما في الكريمات والشامبو ومستحضرات التجميل والبخاخات، ولكن أيضا في مياه الشرب. ومن هذا المنطلق، عبرت عن إعجابها في مقابلاتها بمن يعمل في مجال تصنيع الملابس البيئية مثل ستيلا مكارتني وناتالي بورتمان، بالرغم من أن الأولوية لدى كوتيار هي الحصول على أراضِ صالحة لزراعة الكائنات المعدلة وراثيا وتوجيهها لعمل المزارعين المهتمين بإنتاج الخضروات المهددة بالانقراض. وكذلك تدعم الممثلة حماية التنوع البيولوجي البحري ومياه المحيطات بالتعاون مع مؤسسة مود فونتنوا. لقد قامت هي نفسها بالتصدي لتلك القضايا في أكتوبر عام 2010 في بعض الكليات بباريس بمساعدة وزير البيئة الفرنسي جان لوي بورلو ومؤسِسَة الجمعية.
وشاركت بالفعل في عام 2005 في تنفيذ مجموعة من التخطيطات الأولية باسم Dessins pour le climat، وكانت عائداتها موجهة للقضية البيئية. كانت واحدة من الشخصيات التي اختارها كوفي عنان للتوعية من خلال إعادة الصياغة المنفردة لأغنية Beds Are Burning لفرقة ميدنايت أويل، ولقد استمرت الندوة الخامسة عشر للأمم المتحدة حول المناخ منذ السابع حتى الثامن عشر من ديسمبر عام 2009. وفي العام التالي بالتعاون مع نشطاء السلام الأخضر الآخرين، قامت بتصوير أفلام وثائقية صغيرة في جمهورية الكونغو الديمقراطية في أوشوي حول قطع الأشجار غير القانوني من الغابات من قِبَل المجموعات الصناعية الأوروبية.

## الحياة العملية

### 1993-2003: منذ بدايات ظهورها في التلفزيون وحتى فيلم تاكسي

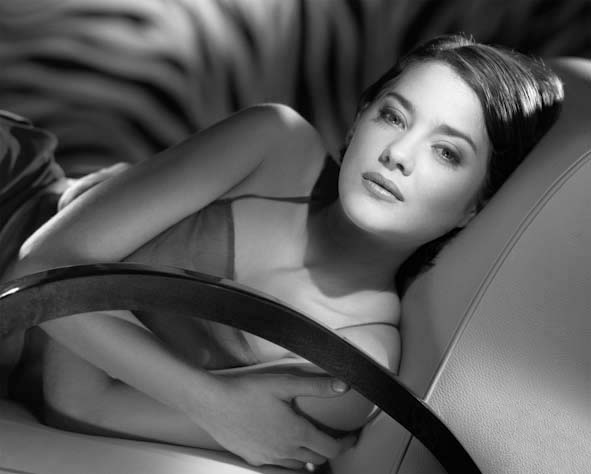
ماريون كوتيار مصورة باستوديو هاركورت باريس عام 1999

بعد أداء أدوار صغيرة بالمسرح، لُفِتَ الانتباه إلى كوتيار في أدوار ثانوية أيضا في التلفزيون، كما في الحلقة الواحدة والعشرين من الموسم الأول لمسلسل هايلاندر. وقد كان الظهور السينمائي الأول الحقيقي والفعلي في فيلم قصة الفتى الذي أراد أن يُقبًل من إخراج فيليب هاريل.
في عام 1996 اختارتها المخرجة كولين سارو لتشارك في مسرحية الكوكب الأخضر وهي مسرحية ذات خلفية اجتماعية، ولكن التحول الذي طرأ على حياتها العملية حدث بعدها بعامين مع فيلم تاكسي، عندما تَقدًمت إلى فريق العمل يائسة عازمة على تغيير حياتها، فجذبت انتباه المنتج لوك بيسون الذي أسند إليها دور ليلى بيرتينو خطيبة البطل دانيال موراليس الجذابة. بفضل تلك التجربة التمثيلية استلمت أول تنصيب بارز في المهرجانات السينمائية في قسم أفضل النساء الواعدة في جوائز سيزر لعام 1999.
ومع ذلك ظل الاهتمام ب كوتيار مقصورا على فرنسا وحدها حيث استمرت في تناوب الأعمال التلفزيونية في الإنتاجات السينمائية المتكررة بشكل متزايد. يبرز من بينها فيلم الغضب وهو من وحي قصة خوليو كورتاثر ومن إخراج ألكسندر أجا، وفيلم ليزا والذي تراها فيه تعمل جنبا إلى جنب مع الممثلين الفرنسيين المشهورين مثل بينوا ماجيميل وجين مورو. عام 2001 وصل إليها الترشيح الثاني لجائزة سيزر-دائما في فئة أفضل النساء الواعدة- على الفيلم الدرامي الأشياء الجميلة وهو مأخوذ عن عمل للكاتبة فيرجيني دبانت. وفي الفيلم السابق ذكره أدت كوتيار دور أختين توأم متناقضي الشخصية: الأولى لوسي وهي عارضة أزياء خليعة، تبحث عن النجاح في باريس، والأخرى ماري وهي ذات شخصية هادئة ومتحفظة.
شاركت الممثلة أيضا في الجزأين التاليين لفيلم تاكسي، وهما تاكسي2 وتاكسي3، واللذان تم إخراجهما على يد جيرار كراوزيك. وبعدها تواصلت مع بيسون الذي لم يَعُد جزءا في نفس فريق العمل في عمل مستقبلي (وفي عام 2007، صدر فيلم تاكسي4).

### 2003-2006: الرسوخ
عام 2003 قامت بتمثيل دور مع غيوم كانيه في فيلم أحبني إذا كنت تجرؤ وهو فيلم عاطفي ذو ملامح سريالية. كوتيار فيه هي صوفي كوفالسكي ابنة لمهاجرين بولنديين، منذ أن كانت طفلة وهي تقيم علاقة جنونية مع جوليان (كانيه)، هذه العلاقة ستمتد حتى بلوغ سن الرشد وستنتهي بالاثنين العاشقين إلى إطلاق العنان لحياتهما الخاصة من أجل البقاء مع رفيق ألعاب الطفولة. يعتقد روجر إيبرت أن الفيلم به ملامح كثيرة من فيلم عالم إميلي الأسطوري ولم يُقدٍره تماما بالنظر إلى السيناريو، ولكنه لاحظ «عذوبة وسحر كوتيار في دور صوفي»، بجانب الانسجام بين البطلين.
وفي عام 2003 أيضا شاركت كوتيار في فيلم السمكة الكبيرة-قصص حياة غير معقولة، من إنتاج أمريكي ومن إخراج تيم برتون. كان دورها هذه المرة ثانويا، في دور جوزفين زوجة ويليام بلوم (بيلي كرودوب) الفرنسية. كانت الممثلة خلال تجربتها مع بيرتون تجتهد في فهم زملائها، ولذلك قررت أن تدرس اللغة الإنجليزية في نيويورك، في دورة مكثفة للعمل على النطق وعضلات الوجه اللازمة لها.
عام 2005 فازت في التنصيب الثالث في الاحتفال بجائزة سيزر لأفضل ممثلة مساعدة على دور العاهرة المنتقمة تينا لومباردي في فيلم يوم أحد طويل من المشاعر من إخراج جان بيير جونيه. الجائزة –بالإضافة إلى مساهمات بارزة مثل تلك التي في الفيلم المأساوي الديني ماري من إخراج أبيل فيرارا- طُرِحَت بالتحديد حول المشهد السينمائي العالمي، «مع أدوار شديدة الاختلاف فيما بينها ولكنها دائما ما تكون مترابطة بشكل متقارب من الناحيتين الداخلية/الصورية». وبالتالي شاركت في فيلم سنة جيدة (عام 2006) مع الحائز على جائزة الأوسكار راسل كرو، تقوم كوتيار فيه بدور مالكة مقهى بروفنسالي والذي سيسهم في تغيير حياة البطل ماكس سكينر.

### 2007-2008: الأوسكار

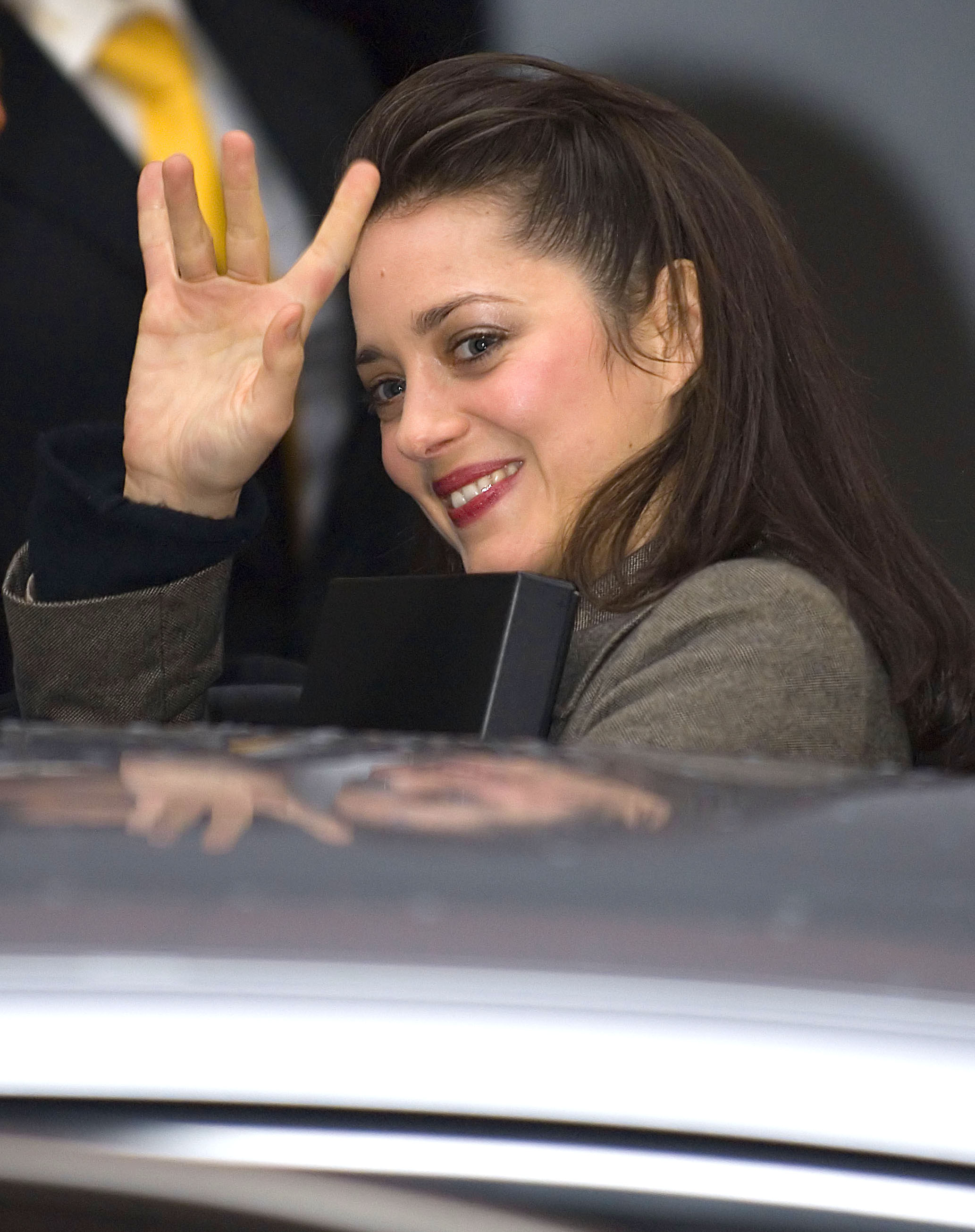
ماريون كوتيار في المهرجان العالمي للسينما في برلين للمؤتمر الصحفي لفيلم الحياة الوردية(2007)

في عام 2006 اختارها أوليفيه داهان لتمثيل شخصية المغنية الفرنسية إديث بياف في فيلم السيرة الذاتية الحياة الوردية. وبالتالي خفًض ممولو المشروع الأموال بما أنهم كانوا قد فضًلوا الممثلة أودري تاتو التي إلى حد بعيد الأكثر شهرة على المستوى العالمي (في نفس السنة أدت دور في فيلم شيفرة دافنشي) والأكثر مبيعا، ولكن كان داهان قد قرر مواصلة العمل فقط مع كوتيار. ولأنه أيضا وجد تشابه مذهل بين عيون الممثلة الفرنسية وعيون بياف في عمر ستة عشر عاما الملحوظة في كتاب مخصص لها.
لم تكن كوتيار قبل الفيلم معجبة كبيرة بالمغنية («كنت اعرف فقط بعض الأغنيات ولكن لا شيء عن حياتها»)، وبدأت في الاستماع إليها في سن 19 عاما عندما تعلقت بهذا النوع ل إيفيت غيلبير الملقبة ب ميستينجويت. الأغاني التي أثًرت فيها بشكل خاص هي يوم العشاق وترنيمة الحب والحشد في حين أنها لم تُقدٍر أغنية بادام بادام إلا بعد تنفيذ الفيلم.
كان الجزء إلزاميا وتطلًب إعداد طويل. قبل كل شيء كان هناك صعوبة الدخول في شخصية بياف من سن 19 عاما وحتى سن 47 عاما: منذ أن كانت شابة وصغيرة، وفتاة شارع ماجنة، وحتى نجمة سينمائية مشهورة لسنوات الحرب العالمية الثانية، وصولا إلى عام 1963 وهو عام وفاتها حين قللت الإدمان على المورفين والكحول كبالغة من العمر ستون عاما. استمر التصوير أربعة شهور ونصف تقريبا، خضعت خلالهم كوتيار لجلسات مرهقة لتزيين وتجميل الوجه لمختلف ساعات اليوم. ولقد أقرًت الممثلة:«حلقوا شعري لرفع الجبهة، وكل يوم ست ساعات من تزيين الوجه لكي أشبه إديث». بالإضافة إلى أنه كان ضروريا إظهار الشخصية المضطربة على الشاشة، والتي توضحها الأحداث المأساوية العائلية والغرامية وغرابة الأطوار ومواطن الضعف لدى المغنية، «فهي امرأة أنانية وعدوانية ولكنها أيضا سخية جدا وهي رمز للموسيقى[…] ودائما في توازن بين السعادة والتدمير الذاتي». وفقا لما تقوله كوتيار، كانت العقبة الأكثر صعوبة للتغلب عليها هي «الصوت وتعلٌم تحريك الشفايف في التسجيل الصوتي المنفصل عن التصوير». ولجعل العروض الغنائية أكثر واقعية كان يجب على الممثلة أن تكون دقيقة بشكل كافٍ في الإيماءات وفي حساب طول فترات الصمت. بل وحاولت تبنٍي طريقة للكلام غليظة قليلا وخشنة وأحيانا مُبتذَلة.
لقيَ تمثيل كوتيار قبول واسع النطاق بدءا من المخرج تريفور نان الذي عرًف تجربة الممثلة بأنها «واحدة من أفضل التجارب على الإطلاق». حصلت على جائزة جولدن جلوب لأفضل ممثلة في فيلم كوميدي أو موسيقي وجائزة البافتا وجائزة سيزر وجائزة الأوسكار لأفضل ممثلة في دور البطولة. وهذه النتيجة الأخيرة جعلتها الفرنسية الثالثة -بعد كلوديت كولبيرت ب73 عاما وبعد سيمون سينوري ب48 عاما- التي تحصل على تمثال صغير في الفئة المذكورة، والرابعة على الإطلاق بالنظر إلى جولييت بينوش، وهي الثانية بعد الإيطالية صوفيا لورين (فيلم امرأتان عام 1960) تعويضا وإقرارا بعمل ليس باللغة الإنجليزية، وهي السيدة الأولى والشخص الثاني بعد أدريان برودي (فيلم عازف البيانو عام 2002) لفوزه بجائزتي سيزر والأوسكار على نفس الأداء. في الخامس والعشرين من فبراير عام 2008، مدح رئيس الجمهورية الفرنسي «نيكولا ساركوزي» كوتيار وفيلمها في تعليق رسمي.

### 2009-2013: مساهمات هوليوود

#### 2009: فيلم عدو الشعب- فيلم أعداء الشعب وفيلم Nine

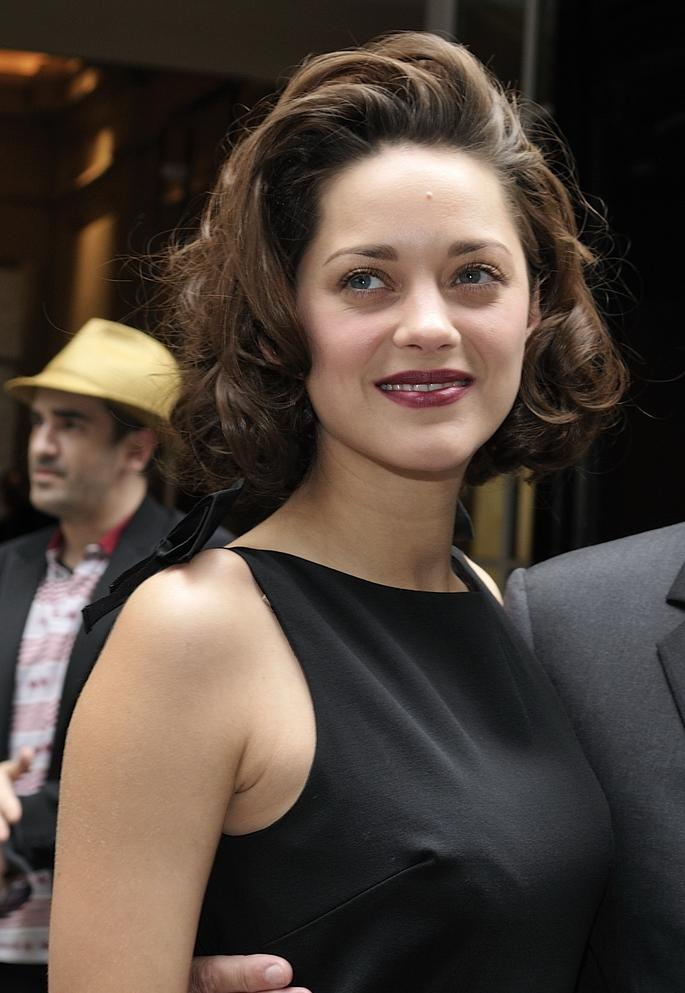
ماريون كوتيار في باريس عام 2009

بعد فيلم الحياة الوردية بدأت الممثلة في المشاركة بمزيد من الثبات في أفلام أمريكية، ودائما في أدوار هامة ولكنها ليست من المستوى الأول ودائما بدقة شديدة في التمثيل.
فيلم عدو الشعب-أعداء الشعب من إخراج مايكل مان وهو فيلم عنيف من أفلام العصابات التي تستعرض الصعود والقبض على المجرم جون ديلينجر (للممثل جوني ديب) النشط أثناء فترة الكساد الكبير. قامت كوتيار بدور بيلي فريشيت على الشاشة، وهي رفيقة البطل وابنة لأب فرنسي وأم أمريكية أصلية. أكدت كوتيار أنها مفتونة بهذا النوع من القصص التي يوجد بها شخصيات ذوو جانب غامض وفكرة الحرية الكاملة والتي مع ذلك لا يمكن الوصول إليها أبدا. ولقد تم إمداد المشاهد الدرامية بصفاتها الفنية، كتلك التي في شخصية بيلي، فقد سُحِقَت بقوة أثناء محضر استجواب مكتب التحقيقات الفيدرالي. سجًلت الممثلة عن حياة المرأة وبخاصة منذ لحظة انتقالها إلى شيكاغو في عمر ثمانية عشر عاما، حيث عملت بشكل أساسي كمرافقة في قاعات الرقص. أقامت كوتيار لبعض الوقت في شيكاغو ولوس أنجلوس للتحدث مع فتيات النوادي الليلية والحانات. ومن أجل ذلك الدور أيضا كان يجب أن تُكيف طريقة كلامها بالتخلص من أي إيقاع عفوي باللغة الفرنسية وبإنتاج اللهجة الفرنسية الكندية لولاية ويسكونسن بفضل مساعدة الخبراء. كانت تجربتها بالنسبة للمخرج بمثابة إلهام، فعرًفها بأنها «فنانة متألقة» فهي تمثل الواقع حتى في الحركات والتعبيرات الأكثر تفاهة.
في نفس العام دخلت فريق العمل النجمي من جديد للفيلم الموسيقي Nine مما أثار الجدل. تواجدت للعمل في دور لويزا كونتيني مع جودي دينش ونيكول كيدمان وصوفيا لورين وبينيلوب كروز ودانيال دي لويس في فيلم استوحيَ بحُرية من فيلم 8½ من إخراج فيديريكو فليني. أراد المخرج روب مارشال مقابلتها بعد رؤيتها في فيلم الحياة الوردية في يوليو عام 2007. حاولت التعمق في الشخصية عن طريق مشاهدة أولا الجزء المطابق للممثلة أنوك إيمي في عمل للمخرج الإيطالي، ثم بعض المقابلات الصحفية للممثلة جوليتا ماسينا، ومشاهدة الفيلم الوثائقي رحلة إلى الجحيم الذي قامت بتصويره زوجة المخرج فرانسيس فورد كوبولا وتُدعى إليانور على نمط فيلم القيامة الآن، وقد قامت كوتيار بذلك لكي تفهم صعوبات «البقاء بجانب رجل منغمس باستمرار في عالمه الإبداعي الخاص». تحدًت كوتيار نفسها من جديد في الظهور من خلال الغناء والرقص والألم والغضب لامرأة خائنة لكن حساسة وذكية. أما عن الباقي، فطالما كان التمثيل في عرض فني بأسلوب مسرح برودواي ضمن أهدافها منذ سن المراهقة ولكن فقط في الفيلم الفرنسي إيدي كان لديها الفرصة لإظهار قدراتها الغنائية. زوجي يصنع الأفلام وخذه كله هما المقطعان الموسيقيان اللذان ظهرت بهما الممثلة وشكلا جزءا من الموسيقى التصويرية حيث تم وضع رقص التعري في مشهد على موسيقاهما. وضعت صحيفة التايمز أداءها في المرتبة الخامسة بين الأفضل لعام 2009. أفضل جائزة حصلت عليها على المستوى العالمي كانت ترشيحها لجائزة جولدن جلوب في حفل توزيع الجوائز لعام 2010، وهي المرة الثانية كأفضل ممثلة في فيلم كوميدي أو موسيقي بعد نجاحها السابق في فيلم الحياة الوردية.

#### 2010: فيلم البداية

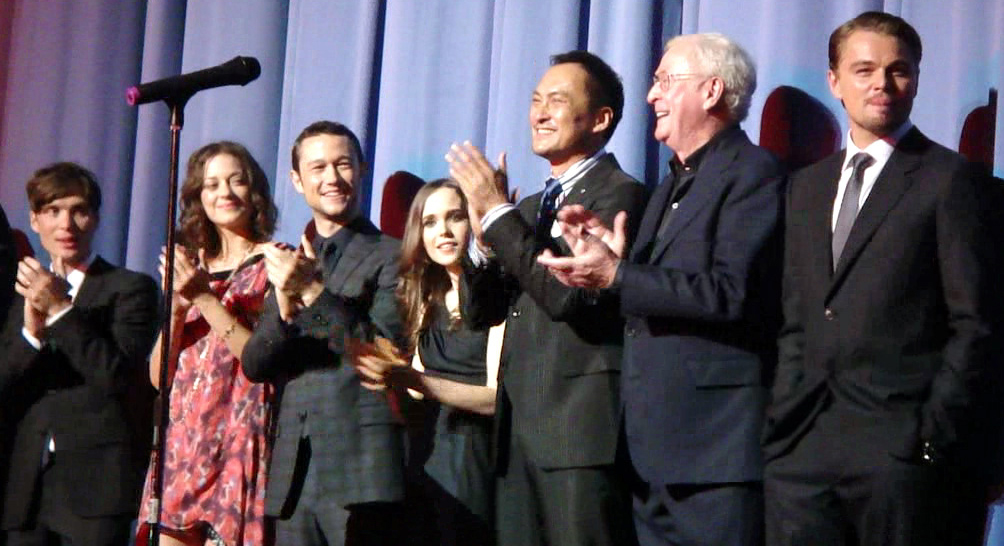
ماريون كوتيار مع فريق عمل فيلم البداية في العرض الأول للفيلم عام 2010

في المجمل، قامت كوتيار بدور غير عادي وخاص جدا في فيلم الإثارة والخيال العلمي البداية من إخراج كريستوفر نولان. فيما يتعلق ب Mal –شخصية الشرير في الفيلم-فهي «الظل»(الظل في الملصق الوصفي) الذي لاحق الزوج دوم كوب في الأحلام. وهي شخصية باردة و«منحوسة ومشئومة وساحرة وخفية» وهي نوع من النساء الخبيثة التي تحاول أن تسحب الزوج معها إلى الانتحار. نتيجة لوجود عناصر متنوعة فهي غامضة جدا حتى إن «كل عنصر منهم بإمكانه إعطائها أداء مختلفا» وقد أكدت كوتيار ذلك. وبالفعل من الاسم يمكن التعرف على طبعها: فبالفرنسية كلمة Mal تعني Cattivo شرير وباللاتينية كلمة Mal بها تقريبا نفس المجاز، وبالإنجليزية المقطع Mal يشير بالسلب إلى الاسم الذي يسبقه. صرًحت الممثلة بنفسها بأنها واجهت صعوبة في فهم السيناريو: «لم اقرأ أبدا من قبل سيناريو مشابها، وكذلك معقد عاطفيا لدرجة أنني اضطررت أن اقرأه مرة ثانية ولكنني ظللت مفتونة باختلاف مستويات القصة وأردت أن أشارك فيها». ولقد ساعدها التفاهم المهني مع الممثل البطل ليوناردو دي كابريو الذي تناقشت معه طويلا بشأن الأجزاء الخاصة بها. وفقا لما قاله الناقد دايفيد طومسون لصحيفة الجارديان فإن أداء شخصية Mal كان أكثر أهمية مقارنة بشخصية إديث بياف في فيلم سيرتها الذاتية.
العمل الأخر بعام 2010 هم إنتاج فرنسي لفيلم كذبات صغيرة بين الأصدقاء من إخراج غيوم كانيه. وهكذا عادت كوتيار إلى دور حالي وواقعي وبدون صعوبات لغوية مؤدية دور عالمة متخصصة في أصول السلالات البشرية وتجاوز الثلاثين من العمر ومخنثة وتُدعى ماري، وهي خاضعة للشعور النموذجي لذلك العمر والذي بسببه تشقى لتَقبٌل حقائق معينة وتحاول الهروب من أنفسها. تم تقديرها وخاصة في وطنها فعرًف بعض النقاد أداءها بأنه «استثنائي»، وفي الولايات المتحدة أشار مارك أولسن إلى تجربتها بصحيفة لوس أنجلوس تايمز.

#### 2011: فيلم منتصف الليل في باريس وفيلم العدوى
كان المخرج وودي آلن يفكر لفيلم منتصف الليل في باريس في ممثلة مثلًت فرنسا سريعا بوظيفة مشابهة ل بينيلوبي كروز وخافيير بارديم في فيلم فيكي كريستينا برشلونة. انحرفت الافتراضات عن كارلا بروني فهي أقل صلاحية فنيا وأكثر انشغالا بسبب دور السيدة الأولى، ولكن آلن أخذ في الاعتبار كوتيار. عندما دعاها كان في شقته بحي ماريه وقد أُثيرَت عاطفيا لفكرة أن تكون مباشرة في مدينة نشأتها عند مخرج «استثنائي ومرح جدا».
ومن ناحية أخرى، ظل المخرج مفتونا بجاذبية وتنوع تعبيرات الممثلة الفرنسية وطلب منها تقمُص شخصية أدريانا، مُلهمة الفن الحزين وغريب الأطوار ل بابلو بيكاسو وأميديو موديلياني وجورج براك، وربما يُشار إليها برمز أليس برين. أدريانا التي تعيش في العشرينات وتَدرس على يد كوكو شانيل، تحلم بفترة الحقبة الجميلة وبمطعم مكسيم، هكذا مثل البطل أوين ويلسون الذي يسافر عبر الزمن بحثا عن فترة معاصرة للمرأة. وكان من الضروري الانتباه بشكل خاص إلى اختيار ملابس الشخصية التي تم العثور عليها في متجر لبيع الأشياء العتيقة في باريس ولندن وبوينس آيرس ومدريد.
وفي لقاء غير رسمي مع المخرج ستيفن سودربرغ قدًمها في فيلم العدوى، الذي يعكس بعضا من الاتجاهات التي عملت عليها الممثلة لفترة طويلة أي المشكلة البيئية. في الواقع إن الفيلم يُظهر الأصل والآثار واختفاء الوباء العالمي الذي انتشر بسرعة هائلة. وكمثال من الواقع، أدت كوتيار دور طبيبة بمنظمة الصحة العالمية -وهي الطبيبة ليونورا أورانتس- بحثا عن المريض الأول. في البداية كان الدور احترافيا وعقلانيا ثم أصبح أكثر إثارة للعاطفة بشكل عام عندما تحتك هي نفسها بأبطال العمل. كان كل هذا تمهيدا لإجراء مقابلات مع خبراء منظمة الصحة العالمية التي وضعوها في تيار خطر تلك الفيروسات أو «الأعداء غير المرئية».

#### 2012: فيلم طعم الصدأ والعظم وفيلم نهوض فارس الظلام

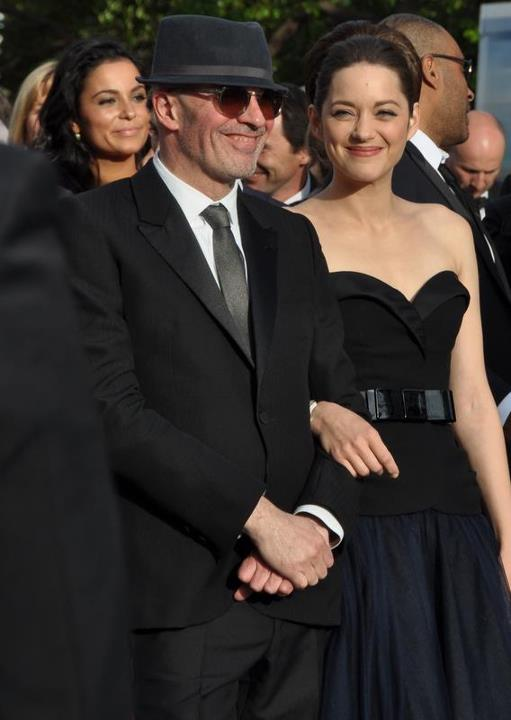
ماريون كوتيار مع جاك أوديار في مهرجان كان 2012

بعد خمس سنوات من فيلم الحياة الوردية، عادت الممثلة إلى دور البطولة من جديد في الفيلم محذوف الميلودراما طعم الصدأ والعظم من إخراج جاك أوديار، فقامت بدور مدربة للحيتان القاتلة ب مارينلاند في كفاح مع الانعكاسات البدنية والنفسية الناتجة عن حادث في العمل فقدت فيه كلتا ساقيها، وكانت محل تقدير كبير من قِبَل النقاد في مهرجان كان لعام 2012. ولقد سمحت التقنية الرقمية في مرحلة ما بعد الإنتاج بقص ساقيِ كوتيار، واضطرت أن ترتدي جوارب خضراء أثناء التصوير والتحرك متظاهرة بالإعاقة رغم أنها سليمة جسديا. تسلًمت كوتيار جوائز عالمية على أدائها شخصية ستيفاني في فيلم طعم الصدأ والعظم، فكوفأت بجائزة جلوب الكريستالية وجائزة النجمة الذهبية وجائزة سانت جوردي وجائزة التلفزيون والفيلم الأيرلندي وجائزة أفضل ممثلة في مهرجان الفيلم العالمي في هاواي، وتسلًمت الترشيح لجائزة اختيار النقاد وجائزة نقابة ممثلي الشاشة وجائزة جولدن جلوب وجائزة بافتا وجائزة الأكاديمية الأسترالية لفنون السينما والتلفزيون وجائزة لوميير وجائزة سيزر لأفضل ممثلة.
عرفت كوتيار من الوكيلة هيلدا كويلي بوكالة الفنان الإبداعية باحتياج كريستوفر نولان لها حتى نهاية عام 2010 لتتمة فيلم فارس الظلام، في فيلم نهوض فارس الظلام (وهو واحد من أكثر الأفلام المرتقبة لعام 2012). ولكي تكون ضمن فريق العمل، نقل المخرج الفترة المتوقعة للتصوير إلى شهر يونيو بسبب حمل الممثلة، وهو ما كان قد انحرف بالفعل عن اقتراح دايفيد كروننبرغ لنفس السبب مما اضطره إلى تخفيض الالتزام المذكور مسبقا مع جاك أوديار إلى الحد الأدنى. تراها في الفيلم في دور ميراندا تيت وهي امرأة من المجتمع الراقي بمدينة جوثام مفتونة ب بروس واين ومهتمة جدا بأن يذيع صيتها من خلال مؤسسات واين حيث أصبحت عضوا بمجلس إدارتها، وبأهمية الطاقات المتجددة. الهوية الحقيقية ل ميراندا التي ستُكتشَف هي تاليا الغول ابنة الراحل رأس الغول وقد قررت أن تثأر له. وفقا ل نولان الذي ابتكر شخصية غير موجودة في قصص الرسوم المصوًرة، فإن ميراندا "تقدم إحساس كبير بالأمل ل بروس، وعلى هذا المنوال فهمها ألفريد ولوسيوس.

## وصلات خارجية
- ماريون كوتيار على موقع IMDb (الإنجليزية)
- ماريون كوتيار على موقع ميتاكريتيك (الإنجليزية)
- ماريون كوتيار على موقع الموسوعة البريطانية (الإنجليزية)
- ماريون كوتيار على موقع روتن توميتوز (الإنجليزية)
- ماريون كوتيار على موقع مونزينجر (الألمانية)
- ماريون كوتيار على موقع قاعدة بيانات الأفلام العربية
- ماريون كوتيار على موقع ألو سيني (الفرنسية)
- ماريون كوتيار على موقع ميوزك برينز (الإنجليزية)
- ماريون كوتيار على موقع تيرنر كلاسيك موفيز (الإنجليزية)
- ماريون كوتيار على موقع أول موفي (الإنجليزية)
- ماريون كوتيار في دليل التلفاز
- Marion Cotillard at ألو سيني